# For PM
『For PM』（フォーピーエム）は、FM沖縄で1995年4月から平日夕方に放送されているワイド番組である。パーソナリティは野底美智代。

## タイムテーブル
バラエティに富んだ音楽をオンエアするプログラム。16:25と16:55に5分間のミニ番組を挟み、3部で構成されている。
- 16:00～16:25 - For PM

フォークソングをはじめ懐かしい曲を中心に放送。
- 16:25 曜日別コーナー番組
  - 月曜 恋する日本史（ジャパンエフエムネットワーク制作）
  - 火曜 健康ラジオ〜ワンポイントアドバイス（ジャパンエフエムネットワーク制作）
  - 水曜 モダンプロジェ presents スタートアップRadio（FM FUKUOKA制作）
  - 木曜 NTTドコモ presents Enjoy! スマートライフストーリー（FM FUKUOKA制作）
  - 金曜 JOINT TIME
- 16:30～16:55 - For PM TOYOTA サウンドロード

テーマに沿った日本の音楽を紹介する。毎月第一金曜日は「JAZZ特集」となる。
- 16:55 リップサービスのスキマスポーツ
- 17:00～17:20 - For PM 5 On Off

オールタイムの海外の楽曲を特集する。
- 17:02 豊年満作→泡盛残波 DOWNTOWN CHECK

この日最終のラジオカーレポート。

## 過去のコーナー
- フォーククラシック - 16時台前半のかつての呼称。2012年4月をもって名称廃止となった。
- 16:25 THE VOICE 〜ピープル・ズームアップ〜
- 16:55 ゆいまーる金沢
- 80's J-POP - 17時台のかつての呼称。後に「5 On Off」に改称され、取り扱う楽曲の傾向も変化した。